# 堀大器
堀 大器（ほり たいき、1979年（昭和54年）7月31日 - ）は、プロのテニスコーチ。全米プロテニス協会認定Proffessional。
178cm、72kg、血液型はA型。
南米生まれの日本育ち、大学進学のため渡米。卒業後帰国し、TOPプロ選手から海外ツアーに帯同依頼がくるなど、アメリカでの経験を生かした活動をおこなっている。英語やスペイン語に堪能である。

## 人物
プレースタイルは右利き、得意なショットはサーブ＆ボレー。使用ラケットはSrixon。
父親は元々体操選手、母親は理学療法士。当時父親が体操協会の仕事をしており、オリンピックの強化選手を育てるためにコーチとして家族で南米コロンビアに派遣されている時に生まれる。3歳半の時に家族で帰国し、16歳までは日本で過ごす。
朝日生命クラブ→私立浦和学院高等学校（1995年〜1997年）→カリフォルニア州サンノゼ州立大学を卒業。
大学で学んだスポーツマネジメントや心理学、動作学を元に指導者の道へ進むことを決意し、22歳で現役を引退。

## 選手経歴

### ジュニア選手時代の活動
テニスを始めたきっかけは、当時父の勤めていたスポーツセンターに行った時にテニスを見たことにより興味を持ち始めてテニスに触れる。
8歳からテニスを始め、大会のデビュー戦では埼玉県のジュニア選手権大会10歳以下の大会で準優勝。それから本格的にテニスに打ち込み、数々の優勝経験を積む。13歳から15歳までは朝日生命テニスクラブに所属し、その後埼玉の浦和学院に進学。インターハイでは全国大会に出場。旅行先のスタンフォード大学でプレイしている時に現地のコーチから誘いを受け、高校2年で中退し渡米。
全国ジュニア選手権大会12歳以下の大会では全国ベスト64入賞。関東ジュニアランキングは最高16位（シングルス）、最高8位（ダブルス）、全国ジュニアランキングはTOP30（シングルス）、TOP20（ダブルス）。

### 学生選手時代の活動
高校時代にオファーを受けたことをきっかけに渡米し、カリフォルニア州サンノゼ州立大学へ進学。スポーツマネジメントや心理学、動作学（キネシオロジー）を学びながら、在学中に全米各地の大会に参加し、後に多くのプロテニスプレイヤーのコーチを務めることとなる。

## ツアー経験（コーチ、ヒッティング、ツアー帯同）
- 2006年 不田涼子[2]
- 2008年 瀬間詠里花[2]
- 2009年 クルム伊達公子[2]